# Autoserica dilatatipes
Autoserica dilatatipes är en skalbaggsart som beskrevs av Moser 1916. Autoserica dilatatipes ingår i släktet Autoserica och familjen Melolonthidae. Inga underarter finns listade.